# Hoplitis tridentata
Hoplitis tridentata är en biart som först beskrevs av (dufour och Jean Pierre Omer Anne Édouard Perris 1840, och fick sitt nu gällande namn av >. Hoplitis tridentata ingår i släktet gnagbin, och familjen buksamlarbin. Inga underarter finns listade i Catalogue of Life.